# Mladi Sheldon
Mladi Sheldon (eng. Young Sheldon) je američki sitcom koji su režirali Chuck Lorre i Steven Molaro, počeo se prikazivati 25. rujna 2017. godine na CBS televizijskom kanalu.
Serija je spin-off i prequel serije Teorija velikog praska i bazirana je na djetinstvu Sheldona Coopera.
CBS je 14. studenoga objavio da će sedma sezona koja s prikazivanjem počinje 17. veljače 2024. godine biti posljednja, a završit će 16. svibnja sa jednosatnom finalnom epizodom.
U siječnju 2024. objavljeno je da je u pripremi nova spin-off serija Mladog Sheldona usmjerena na Georgeja i Mandy, predviđena za televizijsku sezonu 2024./2025. na CBS -u.

## Radnja
Godina je 1989., serija prati devetogodišnjeg Sheldona Coopera koji ide u srednju školu u izmišljenom gradu Medford, Texas, i pokušava se uklopiti u svijet oko njega dok se njegova obitelj i prijatelji susreću s njegovom jedinstvenom inteligencijom i društvenim izazovima.

## Likovi
| Lik                            | Glumac         | Sezona   | Sezona   | Sezona   | Sezona   | Sezona   | Sezona | Sezona |
| Lik                            | Glumac         | 1        | 2        | 3        | 4        | 5        | 6      | 7      |
| ------------------------------ | -------------- | -------- | -------- | -------- | -------- | -------- | ------ | ------ |
| Sheldon Cooper                 | Iain Armitage  | Glavna   | Glavna   | Glavna   | Glavna   | Glavna   | Glavna | Glavna |
| Mary Cooper                    | Zoe Perry      | Glavna   | Glavna   | Glavna   | Glavna   | Glavna   | Glavna | Glavna |
| George Cooper Senior           | Lance Barber   | Glavna   | Glavna   | Glavna   | Glavna   | Glavna   | Glavna | Glavna |
| George "Georgie" Cooper Junior | Montana Jordan | Glavna   | Glavna   | Glavna   | Glavna   | Glavna   | Glavna | Glavna |
| Melissa "Missy" Cooper         | Raegan Revord  | Glavna   | Glavna   | Glavna   | Glavna   | Glavna   | Glavna | Glavna |
| Costance "Connie" Tucker       | Annie Potts    | Glavna   | Glavna   | Glavna   | Glavna   | Glavna   | Glavna | Glavna |
| Jeff Difford                   | Matt Hobby     | Sporedna | Sporedna | Glavna   | Glavna   | Glavna   | Glavna | Glavna |
| William "Billy" Sparks         | Wyatt McClure  | Sporedna | Sporedna | Sporedna | Sporedna | Glavna   | Glavna | Glavna |
| Mandy McAllister               | Emily Osment   |          |          |          |          | Sporedna | Glavna | Glavna |

### Glavni Likovi
- Iain Armitage kao Sheldon Cooper (sez. 1 - u tijeku): Briljantan diječak s IQ-om 187, nije osobito sklono razumijevanju društvenih konvencija. Njegova inteligencija, zajedno s nedostatkom emocionalnosti, dovodi ga do diskriminacije unutar i izvan domaćeg okruženja, iako ga njegova obitelj voli, često ih stavlja u poteškoće u društvu zajednice zbog svog neobičnog ponašanja.
  - Jim Parsons kao glas odraslog Sheldona Coopera koji pripovjeda priču.
- Zoe Perry kao Mary Cooper (sez. 1 - u tijeku): Sheldonova majka. Kršćanka, često ne čini ništa drugo nego citira Boga i Bibliju. Iako joj je znanstveni pogled njezinog sina na svijet strani, izuzetno ga jako voli i podupire gdje god može.
- Lance Barber kao George Cooper Senior (sez. 1 - u tijeku): Sheldonov otac. Football trener srednje škole Medford, veliki je pivopija, nimalo zadovoljan svojom karijerom i u mnogočemu je ogorčen i razočaran čovjek. Njegova veza sa Sheldonom je vrlo neobična, ali, unatoč tome što se rijetko viđaju, njih dvoje osjećaju veliku naklonost jedno prema drugome.
- Montana Jordan kao George "Georgie" Cooper Junior (sez. 1 - u tijeku): Sheldonov stariji brat. Pohađa istu srednju školu kao i njegov mlađi brat i igra u footbal momčadi koju trenira njegov otac. On je introvertirani, nedisciplinirani i problematični dječak.
- Raegan Revord kao Melissa "Missy" Cooper (sez. 1 - u tijeku): Sheldonova sestra blizanka. Ima površan karakter, voli se zabavljati i izgledati lijepo. Nije pametna kao Sheldon, ali često se pokazala pametnom i lukavom. Nikada ne propušta zadirkivati Sheldona kad god se ukaže prilika, iako ga voli.
- Annie Potts kao Constance "Connie" Tucker / "Meemaw" (sez. 1 - u tijeku): Sheldonova voljena baka i majka Mary, udovica. Za razliku od svoje kćeri, ona je neodgovorna žena, a to dovodi do toga da njih dvoje često imaju svađe. Ne slaže se dobro s Georgeom starijim i čak nema visoko poštovanje prema Georgieu, naprotiv obožava Missy i, osobito Sheldona, kojeg smatra svojim omiljenim unukom. Voli piti i također ima naviku kockanja.
- Matt Hobby kao Pastor Jeff Difford (sez. 3 - u tijeku, sporedan:sez. 1-2): pastor baptističke crkve u koju idu obitelj Cooper. Prvobitno je dobio prezime Hodgkins, ali je od epizode "Seven Deadly Sins and a Small Carl Sagan" promijenjeno u Difford.
- Wyatt McClure kao Billy Sparks (sez. 5 - u tijeku, sporedan:sez. 1-4): sin Cooperovih susjeda, vršnjak Sheldona i Missy. Nije osobito inteligentan.
- Emily Osment kao Mandy McAllister (sez. 6 - u tijeku, sporedna:sez. 5): Georgiejeva 29-godišnja djevojka koja ostaje trudna.

### Sporedni Likovi
- Ryan Phuong kao Tam (sez. 1 - u tijeku): Sheldonov prijatelj iz razreda podrijetlom iz Vijetnama.
- Melissa Peterman kao Brenda Sparks (sez. 1 - u tijeku): Billyeva majka. Radi u kuglani.
- Wallace Shawn kao Dr. John Sturgis (sez. 1 - u tijeku): znanstvenik i profesor kvantne kromodinamike na "East Texas Tech", s kojim Constance ulazi u vezu. Sheldon odobravajući njihovu vezu u Johnu vidi mogućnost da ima još jedan briljantan um u obitelji.
- Rex Linn kao Principal Tom Peterson (sez. 1 - u tijeku): ravnatelj srednje škole Medford.
- Brian Stepanek kao Mr. Hubert Givens (sez. 1 - u tijeku): profesor znanosti u srednjoj školi Medford.
- Doc Farrow kao trener Roy Wilkins (sez. 1 - u tijeku): profesor tjelesnog odgoja i trener footballske ekipe u srednjoj školi Medford.
- Sarah Baker kao Ms. Sheryl Hutchins (sez. 1 - u tijeku): knjižničarka u srednjoj školi Medford.
- Jason Alexander kao Mr. Gene Lundy (sez. 1 - u tijeku): profesor drame u srenjoj školi Medford.
- Nancy Linehan Charles kao Peg (sez. 1 - u tijeku): Tajnica pastora Jeffa, jako puno puši i pepeljara joj je uvijek puna.
- Mckenna Grace kao Paige Swanson (sez. 2 - u tijeku): Ona je čudo od djeteta koje, poput Sheldona, pohađa predavanja profesora Sturgisa, ali, za razliku od Sheldona, ona uspijeva živjeti kao obično dijete. Oboje će biti suparnici, ali nakon razvoda Paigeinih roditelja, postat će prijatelji. Paige će postati bliska prijateljica s Missy.
- Andrea Anders kao Linda Swanson (sez. 2 - u tijeku): Paigeina majka.
- Mary Grill as Policajka Robin (sez. 2 - 3): druga žena pastora Jeffa koja radi kao policajka.
- Ed Begley Jr. kao Dr. Grant Linkletter (sez. 2 - u tijeku): kolega dr. Sturgisa. Redovito se nabacuje Connie, ali ona ga stalno odbija.
- Reba McEntire kao June (sez. 3 - u tijeku): Daleova bivša žena, lokalna frizerka s kojom se Connie sprijatelji.
- Ava Allan kao Jana Boggs (sez. 3 - u tijeku): Djevojka koja pohađa srednju školu Medford, Georgie snjom započinje romantičnu vezu.
- London Cheshire kao Marcus (sez. 3 - u tijeku): Missyn dečko.
- Wendie Malick kao Predsjednica Linda Hagemeyer (sez. 4 - u tijeku): predsjednica Sheldonovog sveučilišta.
- Dan Byrd kao Pastor Rob (sez. 5 - u tijeku): mladi pastor kojeg je pastor Jeff zaposlio da predaje nedjeljnu školu.
- Caleb Emery kao Darren  (sez. 5 - u tijeku): jedan od Sheldonovih novih susjeda u studentskom domu.
- Ivan Mok kao Oscar (sez. 5 - u tijeku): jedan od Sheldonovih novih susjeda u studentskom domu.
- Billy Gardel kao Herschel Sparks (sez. 1 - 2): Billyev otac.
- Chris Wylde kao Glenn (sez. 1 - 3): vlasnik strip trgovine "King Kong Comics".
- Valerie Mahaffey kao Victoria MacElroy (sez. 1 - 3):  Sheldonova profesorica engleskog u srednjoj školi Medford.
- Danielle Pinnock kao Ms. Evelyn Ingram (sez. 1 - 4): Sheldonova profesorica matematike u srednjoj školi Medford.
- Isabel May kao Veronica Duncan (sez. 2, 3): djevojka isprva buntovna zbog obiteljskog konteksta, a zatim pristupa religiji. Pohađa srednju školu Medford. Georgie se zaljubljuje u djevojku, koja mu tajno uzvraća ljubav.
- Mary Grill as Policajka Robin (sez. 2 - 3): druga žena pastora Jeffa koja radi kao policajka.
- Craig T. Nelson kao Dale Ballard (sez. 3 - 4): Missyin trener bejzbola. Ima kratku aferu s Connie, ali prekidaju kad odbije njegovu prosidbu. Kasnije se pomire.

### Gostujući Likovi
- Melissa Tang kao Ms. Fenley, profesorica glazbenog u Sheldonovoj srednjoj školi. Tang je poznata od prije iz epizode Teorije velikog praska kao Mandy Chao.
- Bob Newhart kao Arthur Jeffries / Professor Proton, znanstvenik i Sheldonov najdraži televizijski voditelj. Newhart preuzima istu ulogu koju je imao u seriji Teorije velikog praska.
- Vernee Watson kao medicinska sestra Robinson, sestra koja se brine o Georgeu kad zadobije mali srčani udar. Watson je glumila u par epizoda medicinsku sestru po imenu Althea u Teoriji velikog praska, uključujući i pilot epizodu.
- John Hartman kao Dr. Goetsch, psihijatar koji preuzme Sheldonov slučaj kad si umisli da ima Phagophobiu.
- Ray Liotta kao Vincent, kladioničar Sheldonove bake.
- Jason Kravitskao Dr. Ronald Hodges, NASA-in inženjer i cimer prof. Givensa. Radio je prezentaciju na satu znanosti, gdje izazove Sheldona da riješi problem ponovnog korištenja lančanog sustava.
- Dave Florek kao Dr. Eberland, Sheldonov doktor.
- Karly Rothenberg kao Mrs. Janice Veazey, sekretarica Dr. Hodgea.
- Frances Conroy kao Dr. Flora Douglas, upraviteljica škole koju Sheldon pohađa na kratko vrijeme.
- Harry Groener kao Elliot Douglas, suprug Dr. Douglas.
- Billy Gardell kao Herschel Sparks, Billyev otac.
- Paul Yen kao Le Nguyen, Tamov otac.
- Vyvy Nguyen kao Trang Nguyen, Tamova majka.
- Richard Kind kao Ira Rosenbloom, jedan od bakinih dečkiju.
- Jason Alexander kao Mr.Lundy, profesor drame u Medford srednjoj školi.
- Ella Allan i Mia Allan kao Bobbi Sparks, Billyeva mlađa sestra koja je mučila Sheldona.
- Cleo King kao Mrs. Costello, savjetnik srednje škole Medford
- Michael Cudlitz kao NASA-in naglednik, koji se pojavljuje u Sheldonovom sanjarenju.
- Elon Musk kao Elon Musk, pojavljuje se u šestoj epizodi "A Patch, a Modem and a Zantac" u flashforward sceni, 27 godina u budućnosti.

## Pregled serije
U ožujku 2021. CBS je obnovio seriju za petu, šestu i sedmu sezonu. U Hrvatskoj sve epizode premijerno su prikazivane na kanalu HBO 3 i na platformi Max.
Prve tri sezone također su prikazane na kanalu Doma TV, četvrta sezona se prikazivala na kanalu Nova TV u noćnim satima. 
Šesta sezona u Hrvatskoj prikazivala se u više termina u 2023. godini, od 7. siječnja do 18. veljače epizode 1 – 7, od 15. travnja do 27. svibnja epizode 8 – 14, dok preostale epizode 15 – 22 prikazale su se od 8. srpnja do 26. kolovoza, između navedenih datuma prikazivale su se reprize već prikazanih epizoda šeste sezone.
Sedma sezone u Hrvatskoj se premijerno prikazivala četvrtkom 21. veljače do 22. svibnja 2024. na Maxu, dok na kanalu HBO 3 premijerno se prikazuje od 29. svibnja do 21. kolovoza 2024.
| Sezona | Sezona | Epizoda | SAD prikazivanje   | SAD prikazivanje  | Hrvatsko prikazivanje | Hrvatsko prikazivanje | Hrvatsko prikazivanje | Hrvatsko prikazivanje |
| Sezona | Sezona | Epizoda | SAD prikazivanje   | SAD prikazivanje  | HBO 3                 | HBO 3                 | Doma TV / Nova TV     | Doma TV / Nova TV     |
| Sezona | Sezona | Epizoda | Premijera sezone   | Finale sezone     | Premijera sezone      | Finale sezone         | Premijera sezone      | Finale sezone         |
| ------ | ------ | ------- | ------------------ | ----------------- | --------------------- | --------------------- | --------------------- | --------------------- |
|        | 1.     | 22      | 25. rujna 2017.    | 10. svibnja 2018. | 16. srpnja 2018.      | 26. kolovoza 2018.    | 2. siječnja 2021.     | 6. veljače 2021.      |
|        | 2.     | 22      | 24. rujna 2018.    | 16. svibnja 2019. | 27. siječnja 2019.    | 16. lipnja 2019.      | 6. veljače 2021.      | 20. ožujka 2021.      |
|        | 3.     | 21      | 26. rujna 2019.    | 30. travnja 2020. | 4. siječnja 2020.     | 23. svibnja 2020.     | 20. ožujka 2021.      | 24. travnja 2021.     |
|        | 4.     | 18      | 5. studenog 2020.  | 13. svibnja 2021. | 1. svibnja 2021.      | 7. kolovoza 2021.     | 2. listopada 2023.    | 19. listopada 2023.   |
|        | 5.     | 22      | 7. listopada 2021. | 19. svibnja 2022. | 5. veljače 2022.      | 30. srpnja 2022.      | 21. studenoga 2024.   | 7. prosinca 2024.     |
|        | 6.     | 22      | 29. rujna 2022.    | 18. svibnja 2022. | 7. siječnja 2023.     | 26. kolovoza 2023.    | Još nije najavljeno   | Još nije najavljeno   |
|        | 7.     | 14      | 15. veljače 2024.  | 16. svibnja 2024. | 29. svibnja 2024.     | 21. kolovoza 2024.    | Još nije najavljeno   | Još nije najavljeno   |

| 1. Pilot 2. Rockets, Communist, and the Dewey Decimal System 3. Poker, Face and Eggs 4. A Therapist, A Comic Book and A Breakfast Sausage 5. A Solar Calculator, a Game Ball and a Cheerleader's Bosom 6. A Patch, a Modem and a Zantac 7. A Brisket, Voodoo and Cannonball Run 8. Cape Canaveral, Shrodinger's Cat and Cyndi Lauper's Hair 9. Spock, Kirk and Testicular Hernia 10. An Eagle Feather, a String Bean, and an Eskimo 11. Demons, Sunday School, and Prime Numbers 12. A Computer, a Plastic Pony, and a Case of Beer 13. A Sneeze, Detention and Sissy Spacek 14. Potato Salad, a Broomstick, and Dad's Whiskey 15. Dolomite, Apple Slices, and a Mystery Woman 16. Killer Asteroids, Oklahoma, and a Frizzy Hair Machine 17. Jiu-Jitsu, Bubble Wrap, and Yoo-hoo 18. A Mother, A Child, and a Blue Man's Backside 19. Gluons, Guacamole, and the Color Purple 20. A Dog, a Squirrel and a Fish Named Fish 21. Summer Sausage, a Pocket Poncho, and Tony Danza 22. Vanilla Ice Cream, Gentleman Callers, and a Dinette Set | 1. A High-Pitched Buzz and Training Wheels 2. A Rival Prodigy and Sir Isaac Neutron 3. A Crisis of Faith and Octopus Aliens 4. A Financial Secret and Fish Sauce 5. A Research Study and Czechoslovakian Wedding Pastries 6. Seven Deadly Sins and a Small Carl Sagan 7. Carbon Dating and a Stuffed Raccoon 8. An 8-Bit Princess and a Flat Tire Genius 9. Family Dynamics and a Red Fiero 10. A Stunted Childhood and a Can of Fancy Mixed Nuts 11. A Race of Superhumans and a Letter to Alf 12. A Tummy Ache and a Whale of a Metaphor 13. A Nuclear Reactor and a Boy Called Lovey 14. David, Goliath, and a Yoo-hoo from the Back 15. A Math Emergency and Perky Palms 16. A Loaf of Bread and a Grand Old Flag 17. Albert Einstein and the Story of Another Mary 18. A Perfect Score and a Bunsen Burner Marshmallow 19. A Political Campaign and a Candy Land Cheater 20. A Proposal and a Popsicle Stick Cross 21. A Broken Heart and a Crock Monster 22. A Swedish Science Thing and the Equation for Toast | 1. Quirky Eggheads and Texas Snow Globes 2. A Broom Closet and Satan's Monopoly Board 3. An Entrepreneurialist and a Swat on the Bottom 4. Hobbitses, Physicses and a Ball with Zip 5. A Pineapple and the Bosom of Male Friendship 6. A Parasol and a Hell of an Arm 7. Pongo Pygmaeus and a Culture that Encourages Spitting 8. The Sin of Greed and a Chimichanga from Chi-Chi's 9. A Party Invitation, Football Grapes and an Earth Chicken 10. Teenager Soup and a Little Ball of Fib 11. A Live Chicken, a Fried Chicken and Holy Matrimony 12. Body Glitter and a Mall Safety Kit 13. Contracts, Rules and a Little Bit of Pig Brains 14. A Slump, a Cross and Roadside Gravel 15. A Boyfriend's Ex-Wife and a Good Luck Head Rub 16. Pasadena 17. An Academic Crime and a More Romantic Taco Bell 18. A Couple Bruised Ribs and a Cereal Box Ghost Detector 19. A House for Sale and Serious Woman Stuff 20. A Baby Tooth and the Egyptian God of Knowledge 21. A Secret Letter and a Lowly Disc of Processed Meat | 1. Graduation 2. A Docent, A Little Lady and a Bouncer Named Dalton 3. Training Wheels and an Unleashed Chicken 4. Bible Camp and a Chariot of Love 5. A Musty Crypt and a Stick to Pee On 6. Freshman Orientation and the Inventor of the Zipper 7. A Philosophy Class and Worms That Can Chase You 8. An Existential Crisis and a Bear That Makes Bubbles 9. Crappy Frozen Ice Cream and an Organ Grinder's Monkey 10. Cowboy Aerobics and 473 Grease-Free Bolts 11. A Pager, a Club and a Cranky Bag of Wrinkles 12. A Box of Treasure and the Meemaw of Science 13. The Geezer Bus and a New Model for Education 14. Mitch's Son and the Unconditional Approval of a Government Agency 15. A Virus, Heartbreak and a World of Possibilities 16. A Second Prodigy and the Hottest Tips for Pouty Lips 17. A Black Hole 18. The Wild and Woolly World of Nonlinear Dynamics |

| 1. One Bad Night and Chaos of Selfish Desires 2. Snoopin' Around and the Wonder Twins of Atheism 3. Potential Energy and Hooch on a Park Bench 4. Pish Posh and a Secret Back Room 5. Stuffed Animals and A Sweet Southern Syzygy 6. Money Laundering and a Cascade of Hormones 7. An Introduction to Engineering and a Glob of Hair Gel 8. The Grand Chancellor and a Den of Sin 9. The Yips and an Oddly Hypnotic Bohemian 10. An Expensive Glitch and a Goof-Off Room 11. A Lock-In, a Weather Girl and a Disgusting Habit 12. A Pink Cadillac and a Glorious Tribal Dance 13. A Lot of Band-Aids and the Cooper Surrender 14. A Free Scratcher and Feminine Wiles 15. A Lobster, an Armadillo and a Way Bigger Number 16. A Suitcase Full of Cash and a Yellow Clown Car 17. A Solo Peanut, a Social Butterfly and the Truth 18. Babies, Lies and a Resplendent Cannoli 19. A God-Fearin' Baptist and a Hot Trophy Husband 20. Uncle Sheldon and a Hormonal Firecracker 21. White Trash, Holy Rollers and Punching People 22. A Clogged Pore, a Little Spanish, and the Future | 1. Four Hundred Cartons of Undeclared Cigarettes and a Niblin 2. Future Worf and the Margarita of the South Pacific 3. Passion's Harvest and a Sheldocracy 4. Blonde Ambition and the Concept of Zero 5. A Resident Advisor and the Word 'Sketchy' 6. An Ugly Car, an Affair and Some Kickass Football 7. A Tougher Nut and a Note on File 8. Legalese and a Whole Hoo-Ha 9. College Dropouts and the Medford Miracle 10. Pancake Sunday and Textbook Flirting 11. Ruthless, Toothless, and a Week of Bed Rest 12. A Baby Shower and a Testosterone-Rich Banter 13. A Frat Party, a Sleepover and the Mother of All Blisters 14. A Launch Party and a Whole Human Being 15. Teen Angst and a Smart-Boy Walk of Shame 16. A Stolen Truck and Going on the Lam 17. A German Folk Song and an Actual Adult 18. Little Green Men and a Fella's Marriage Proposal 19. A New Weather Girl and a Stay-at-Home Coddler 20. German for Beginners and a Crazy Old Man with a Bat 21. A Romantic Getaway and a Germanic Meat-Based Diet 22. A Tornado, a 10-Hour Flight and a Darn Fine Ring | 1. Half a Wiener Schnitzel and Underwear in a Tree 2. A Roulette Wheel and a Piano Playing Dog 3. A Strudel and a Hot American Boy Toy 4. Ants on a Log and a Cheating Winker 5. A Frankenstein's Monster and a Crazy Church Guy 6. Baptists, Catholics and an Attempted Drowning 7. A Proper Wedding and Skeletons in the Closet 8. An Ankle Monitor and a Big Plastic Crap House 9. A Fancy Article and a Scholarship for a Baby 10. Community Service and the Key to a Happy Marriage 11. A Little Snip and Teaching Old Dogs 12. A New Home and a Traditional Texas Torture 13. Funeral 14. Memoir |

## Uvodna špica
Uvodna špica je pjesma "Mighty Little Man" američkog glazbenog umjetnika Stevea Burnsa, s njegovog debitantskog albuma Songs for Dustmites iz 2003. godine.
U prve dvije sezone serije tijekom uvodne špice, koja traje nešto manje od dvadeset sekundi, vidimo Sheldona, odjevenog u kariranu košulju s leptir mašnom, kratkim hlačama i kovčegom, kako hoda u tipičnim teksaškim čizmama i vraća se nekoliko koraka unatrag kada mu se krava približi.
Uvodna špica promijenjena je od treće sezone nadalje i uključuje cijelu obitelj, kao i prikazivanje Sheldona u različitim kostimima, kao što su Einstein, astronaut, strojovođa, Spock i Flasha (u kojoj pri kraju same špice istrči iz kadra).
Krava koja se pojavljuje u uvodnoj špici u prve četiri sezona mjenja boju svojih fleka, od svijetlo smeđi pa do crnih.
Od pete sezone likovima je promijenjena odjeća, a Georgie, Missy i Sheldon su stariji, izbaćeno je pojavljivanje Sheldona u različitim kostimima i umjesto krave sada se pojavljuje crni bik.
U sedmoj sezoni redoslijed glumaca malo je promijenjen kako bi uključivao Mandy & CeCe. Ovoga puta obitelj Cooper ne odlazi od bika. Umjesto toga, Georgie otjera bika.

## Distribucija
Trailer serije je objavljen 18. svibnja 2017. Prva epizoda u režiji Jona Favreaua emitirana je 25. rujna 2017., nakon prikazane nove epizode Teorije velikog praska, dok su preostale epizode emitirane od 2. studenog 2017.

## Spin-off
U siječnju 2024. objavljeno je da je u planu spin-off serija Mladog Sheldona usmjerena na Georgie Coopera i Mandy McAllister koja će biti predviđena za sezonu 2024./25. na CBS-u. Dana  5. ožujka 2024. serija je naručena od strane CBS-a. U svibnju 2024. objavljen je naslov serije, Georgie & Mandy's First Marriage, a serija će se premijerno prikazati na jesen 2024. na kanalu CBS.

## Vanjske poveznice
- Službena stranica na cbs.com (engl.)
- Young Sheldon u internetskoj bazi filmova IMDb-a (engl.)
- Mladi Sheldon na Doma TV
- Young Sheldon na facebook.com (engl.)